# Oxitec
Oxitec Limited ist ein Biotechnologie-Unternehmen mit Sitz in Abingdon im Vereinigten Königreich. Der Firmenname ist ein Akronym von Oxford Insect Technologies. CEO der Firma ist Hadyn Parry. Im Jahr 2015 wurde Oxitec von der Intrexon Corporation in Germantown (Maryland)/USA übernommen. 2020 ging sie an die ebenfalls US-amerikanische Risikokapitalgesellschaft Third Security, die von Randal Kirk, dem Chairman von Intrexon, geleitet wird.
Das Unternehmen nutzt eine Methode der Kontrolle von Insektenpopulationen, bei der genetisch modifizierte Insekten als „lebendes Insektizid“ eingesetzt werden. Damit sollen Insektenarten, die Krankheiten auf Menschen übertragen oder die als Schadinsekten in der Landwirtschaft auftreten, ohne den Einsatz von Insektiziden kontrolliert werden. Nach Aussage der Firma ist diese Methode der Populationskontrolle im Vergleich zum Einsatz von Insektiziden effektiver und umweltfreundlicher. Das Verfahren weist Ähnlichkeiten mit der Sterile-Insekten-Technik (Autozidverfahren) auf.

## Transgene  Gelbfiebermücke
Die Gelbfiebermücke (Aedes aegypti) ist eine Stechmücken-Art, die unter anderem auch das Dengue-Fieber und den Zika-Virus überträgt. Oxitec hat genetisch veränderte männliche Tiere der Spezies geschaffen (OX513A), die das Protein tTA produzieren, das die Zellentwicklung negativ beeinflusst. Die transgenen Tiere benötigen zum Überleben das Antibiotikum Tetracyclin. Wenn diese Tiere in großer Zahl freigesetzt werden und sich mit weiblichen Tieren paaren, stirbt der Nachwuchs, an den die Abhängigkeit von dem Antibiotikum weitergegeben wird. Dadurch wird die gesamte Population Mücken stark reduziert. Für die Menschen in der betreffenden Region sinkt mithin das Risiko, an den von dieser Art übertragenen Krankheiten zu erkranken.

## Feldversuche
Erste Feldversuche fanden mit Unterstützung der Bill and Melinda Gates Foundation ab 2009 auf Grand Cayman, der größten Insel der Kaimaninseln statt. Hierbei wurden ca. 3,3 Mill. transgene männliche Gelbfiebermücken freigesetzt. Die Versuche zeigten, dass die Tiere in dieser Umgebung überleben und Nachwuchs zeugen konnten. Etwa elf Wochen nach der Freisetzung wurde ein Rückgang der Gelbfiebermückenpopulation um ca. 80 % festgestellt. Bei größer angelegten Freisetzungen könnten möglicherweise noch bessere Ergebnisse erzielt werden. Die Versuche wurden von Fachleuten als Erfolg gewertet, gleichzeitig wurde verschiedentlich Kritik an der Kommunikationspolitik der Beteiligten geübt.
2011 erfolgte in Brasilien in Zusammenarbeit mit der Partnerfirma Moscamed und der Universität von São Paulo ein weiterer Feldversuch, bei dem wiederum transgene Gelbfiebermücken in großer Zahl freigesetzt wurden.
Feldversuche wurden und werden auch in Malaysia und Panama durchgeführt. Geplant ist ein Feldversuch in Florida, USA.

## Zulassung
Im April 2014 wurde OX513A von der brasilianischen Zulassungsbehörde CTNBio in Brasilien und im Mai 2020 von der Environmental Protection Agency für den Einsatz in Florida und Texas zugelassen.